# スレンギアイ

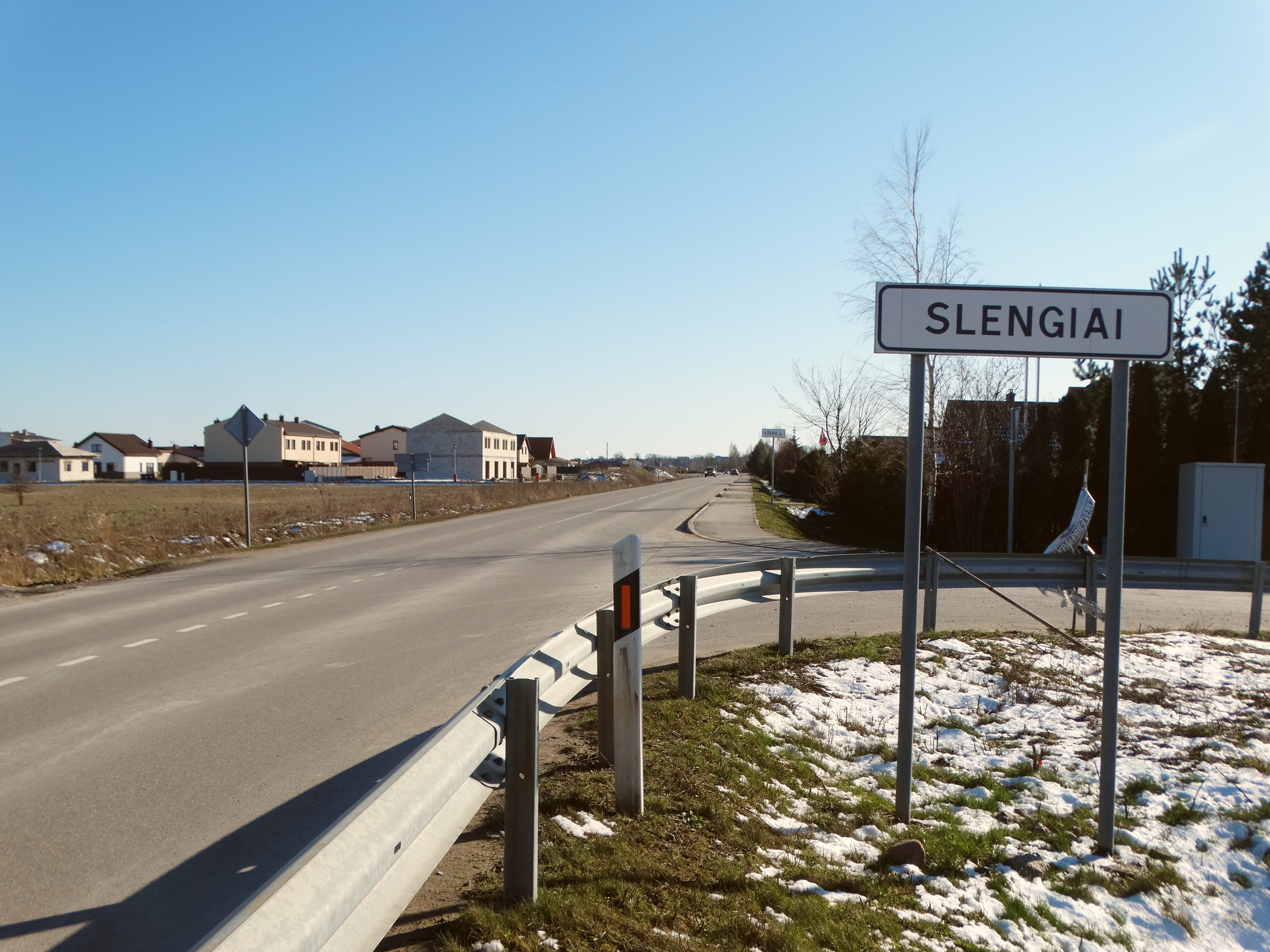
街の北の入り口。

スレンゲイ（リトアニア語:Slengiai）はリトアニア西部に位置する村。クライペダから東に約1kmに位置する。センドヴァリス市の行政の中心地でプリキアイ基礎学校の支部と図書館は村にある。
ソビエト時代、スレンゲイはセンドヴァリスの村議会にあり、その中心は最初はセンドヴァリスのクライペダに併合され、その後村議会の他のいくつかの集落に併合された。スレンゲイ自体は比較的小さな村で、人口は約1000人だが、住所不明瞭の人もいて正確な人口は不明。 1970年には約820人、2001年には約480人の人口とされている。しかし、2011年までにスレンゲイの人口は327人になっている